# Reitan (przystanek kolejowy)
Reitan – kolejowy przystanek osobowy w Reitan, w regionie Trøndelag w Norwegii, jest oddalona od Oslo Sentralstasjon o 432,31 km. Znajduje się na wysokości 541,1 m n.p.m.

## Ruch pasażerski
Należy do linii Rørosbanen, Jest elementem kolei aglomeracyjnej w Trondheim i obsługuje lokalny ruch do Røros, Trondheim S i Steinkjer. W ciągu dnia odchodzi z niej ok. 6 pociągów.

## Obsługa pasażerów
Poczekalnia, parking, WC. Odprawa podróżnych odbywa się w pociągu.